# St. Peter (Oldenburg)
St. Peter ist eine römisch-katholische Kirche in der Innenstadt von Oldenburg. Sie wurde 1876 nach Plänen des Osnabrücker Architekten Franz Xaver Lütz fertiggestellt.

## Architektur
Die Kirche, die 500 Personen fasst, ist eine neugotische, geostete, dreischiffige Hallenkirche mit kurzem Querhaus und polygonalem Chor. Sie ist außen mit rotem Backstein verkleidet. Auffällig sind die Querdächer und Giebel der Seitenschiffjoche. Den Westabschluss bildet der massige viergeschossige, mit Strebepfeilern, Balkonen und Giebeln gestaltete Turm mit dem Portal. Der Turm hatte ursprünglich eine Höhe von 75 m.
Den Zweiten Weltkrieg überstand die Peterskirche weitgehend unbeschädigt. Am 13. November 1972 stürzte der Turmhelm als Folge des Orkans Quimburga auf das Kirchenschiff. Der im November 1973 aufgesetzte neue achteckige Spitzhelm fiel aus Kostengründen etwa 14 m kürzer aus.
Der Innenraum erweckt den Eindruck einer stilreinen hochgotischen Halle. Das Grau der Wände ist durch eine blassrote und blaue Farbgebung von Diensten und Kapitellen aufgelockert. Die teils originalen, teils jüngeren Buntglasfenster tauchen den Raum in warmes Licht.
Seit November 2012 veränderte sich das bauliche Umfeld der Kirche. Ältere Baulichkeiten wichen dem Neubau des Forums St. Peter. 2019 wurden weitere Renovierungen und Umgestaltungen des Außenbaus und der Inneneinrichtung in Angriff genommen.

## Orgel

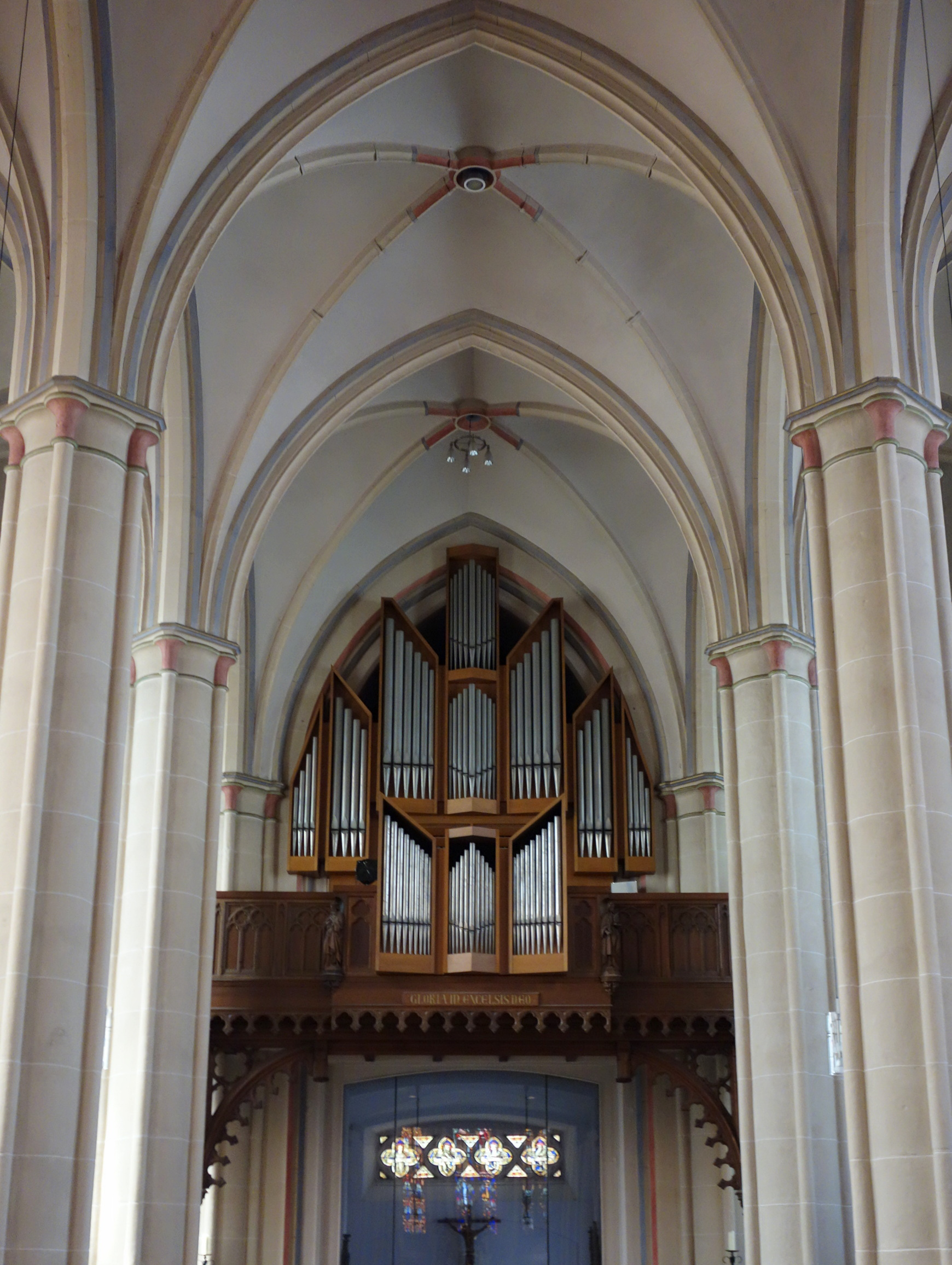
Blick auf die Orgelempore

Die 1937 von Anton Feith aus dem Orgelbauunternehmen Eggert in Paderborn gebaute Orgel wurde nach dem Orkan von 1972 durch den Orgelbauer Siegfried Sauer aus Höxter ersetzt. Die Orgel hat inzwischen 42 Register auf drei Manualen und Pedal.
| I. Rückpositiv | II. Hauptwerk | III. Schwellwerk | Pedal |
| --- | --- | --- | --- |
| Gedackt 8′ Quintade 8′ Prinzipal 4′ Blockflöte 4′ Schwiegel 2′ Terzian 2f. 1 1/3′ + 1 3/5′ Oktave 1′ Scharff 4f. 2/3′ Krummhorn 8′ Tremulant Koppel III–I | Pommer 16′ Prinzipal 8′ Rohrflöte 8′ Oktave 4′ Spitzflöte 4′ Quintflöte 2 2/3′ Oktave 2′ Mixtur 6f 1 1/3′ Trompete 8′ Koppel III–II Koppel I–II | Gemshorn 8′ Salicional 8′ Schwebung 8′ (ab cº) Prinzipal 4′ Koppelflöte 4′ Quinte 2 2/3′ Waldflöte 2′ Terz 1 3/5′ Quinte 1 1/3′ Mixtur 5f. 1 1/3′ Bombarde 16′ Trompete harm. 8′ Oboe 8′ Vox humana 8′ Tremulant | Prinzipal 16′ Subbaß 16′ Oktavbaß 8′ Gedacktbaß 8′ Choralbaß 4′ Nachthorn 2′ Mixtur 5f. 5 1/3′ Posaune 16′ Trompete 8′ Clarine 4′ Koppel II–P Koppel I–P |

## Glockenstube
Von den 1882 gegossenen vier Bronzeglocken hat nur die kleine St.-Josefs-Glocke (Durchmesser 0,70 m) die beiden Weltkriege überdauert. Die drei weiteren Bronzeglocken stammen aus den 1950er Jahren. Die große Glocke von 1957 (Durchmesser 1,24 m) ist der Gottesmutter Maria geweiht, die beiden anderen von 1951 (Durchmesser unbekannt) und 1957 (0,98 m) dem Kirchenpatron Petrus bzw. dem hl. Antonius. Alle Glocken wurden von Petit & Gebr. Edelbrock gegossen. Das Geläut ist abgestimmt auf die Töne e, fis, gis und h.

## Geschichte
Dem Herzogtum Oldenburg, das seit der Reformation lutherisch war, wurden durch den Reichsdeputationshauptschluss 1803 große Teile des katholisch geprägten ehemaligen Niederstifts Münster zugeteilt. 1807 wurde mit Unterstützung des Herzogs Peter I. auch in der Landeshauptstadt eine kleine katholische Kirche errichtet und dem Patrozinium des Apostels Petrus unterstellt.
1852 erhielt die Diasporagemeinde den Status einer Pfarrei. Ihr Gebiet umfasste bis zur Gründung der Pfarreien Nordenham und Varel 1924/1925 den ganzen Norden des Landes Oldenburg. Die erste Kirche genügte im letzten Drittel des 19. Jahrhunderts den Bedürfnissen nicht mehr und wurde durch den heutigen repräsentativen Bau ersetzt.
Nach dem Krieg folgten weitere Abpfarrungen. 2008 wurden vier Oldenburger Stadtgemeinden zur St.-Willehad-Gemeinde zusammengelegt. St. Peter erhielt das Profil einer Citykirche mit zahlreichen spirituellen, pastoralen und kulturellen Angeboten (Forum St. Peter).

## Bilder

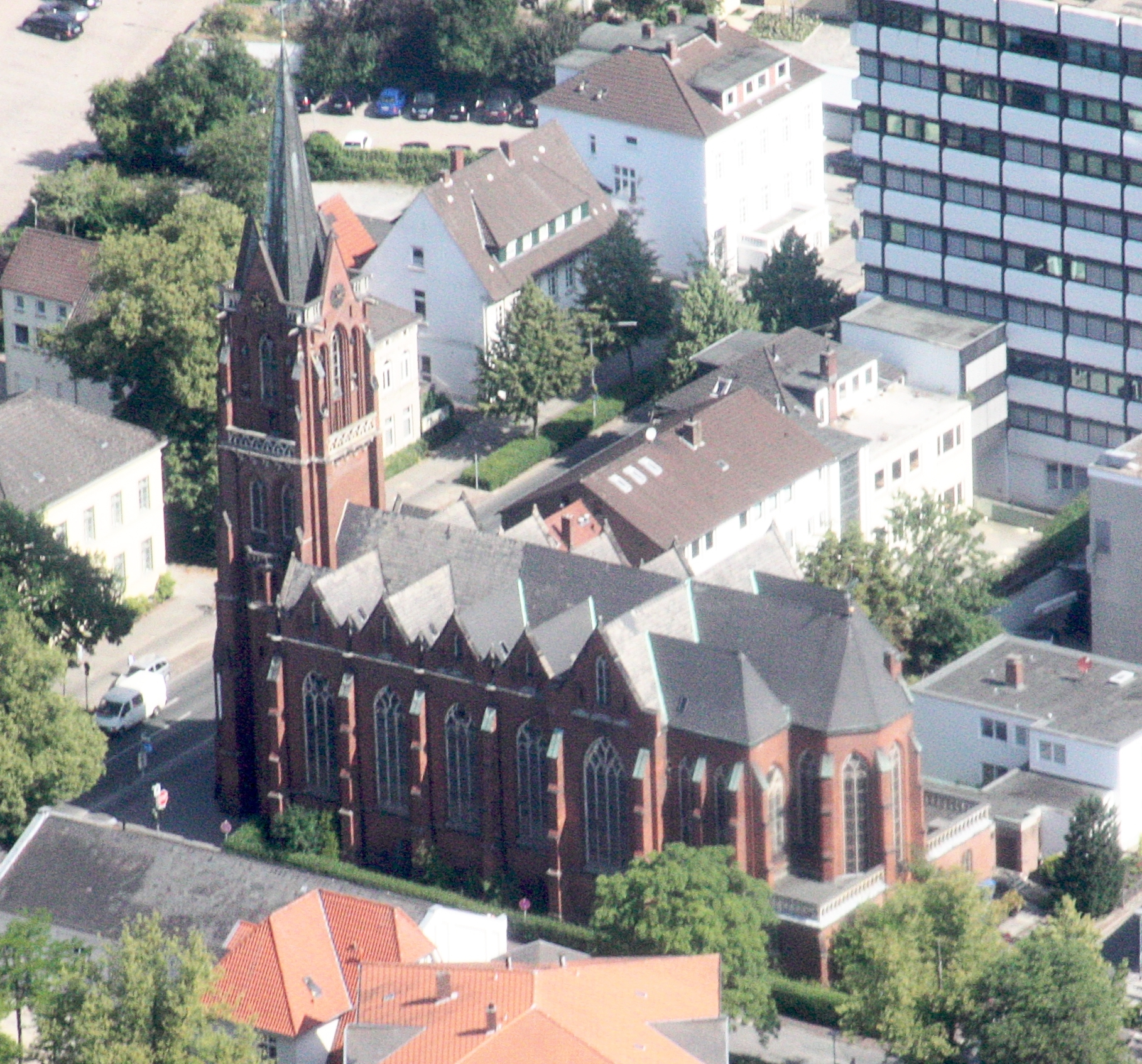
Luftbild von St. Peter
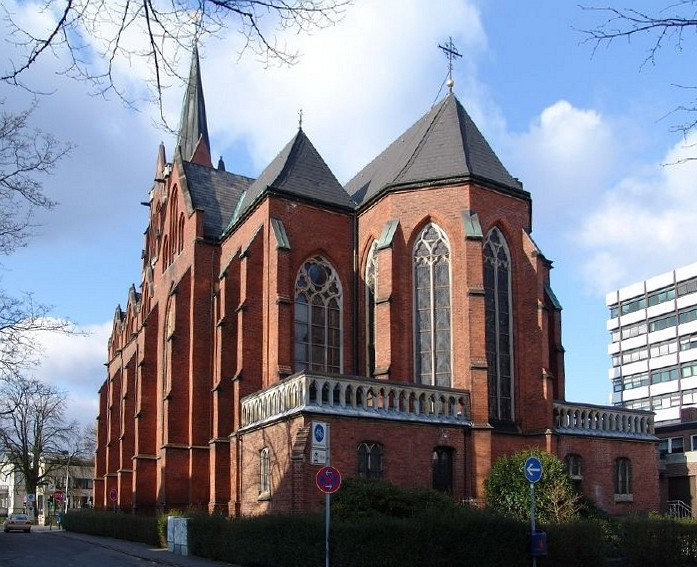
St. Peter von Osten
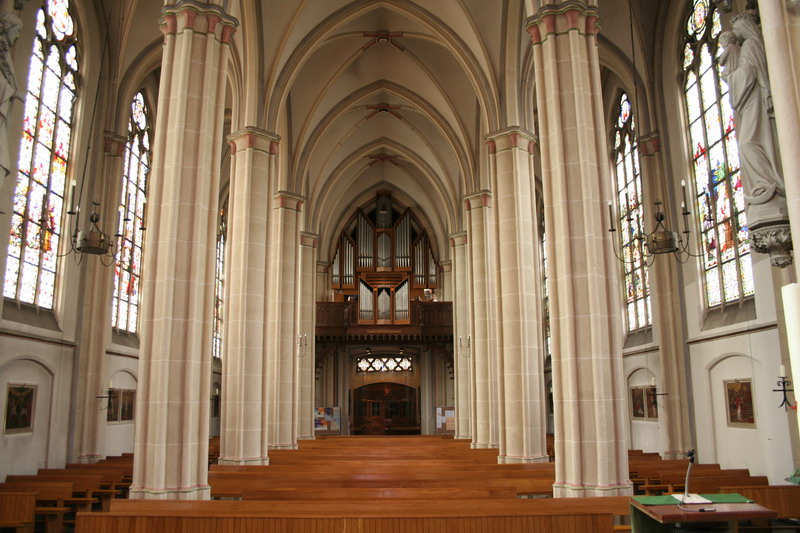
Inneres nach Westen, Orgel
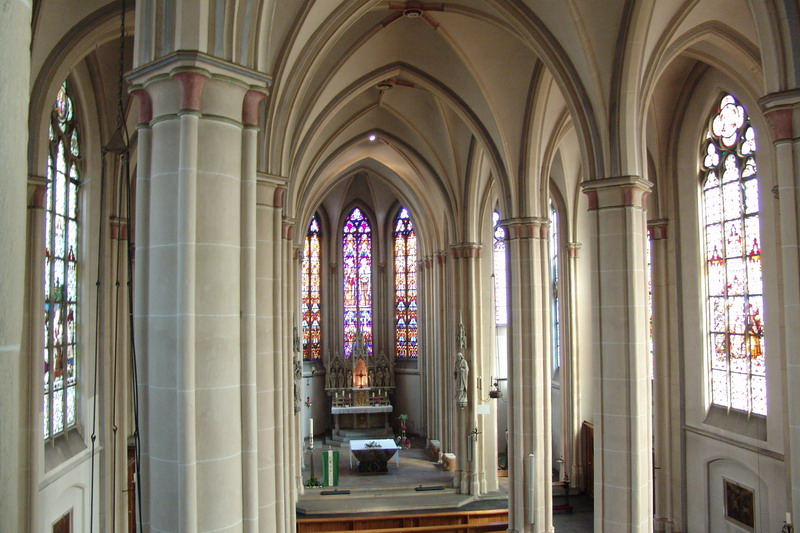
Inneres nach Osten
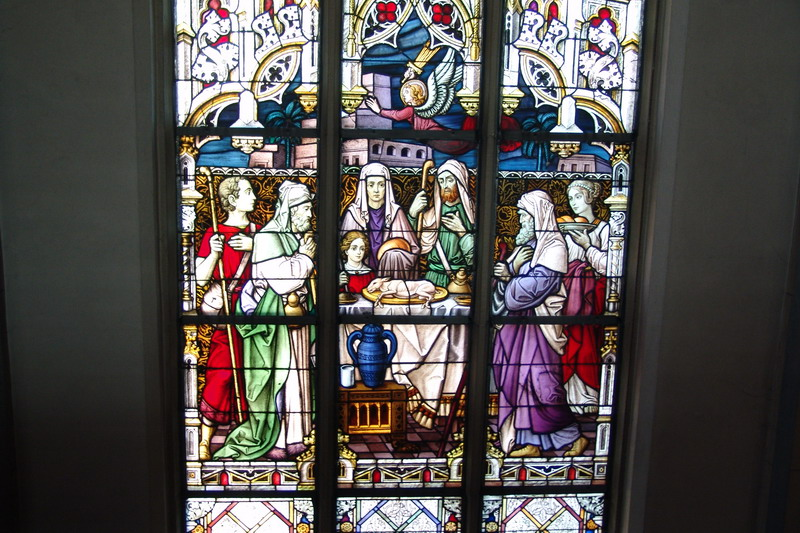
Fenster Paschamahl (Exodus 12)
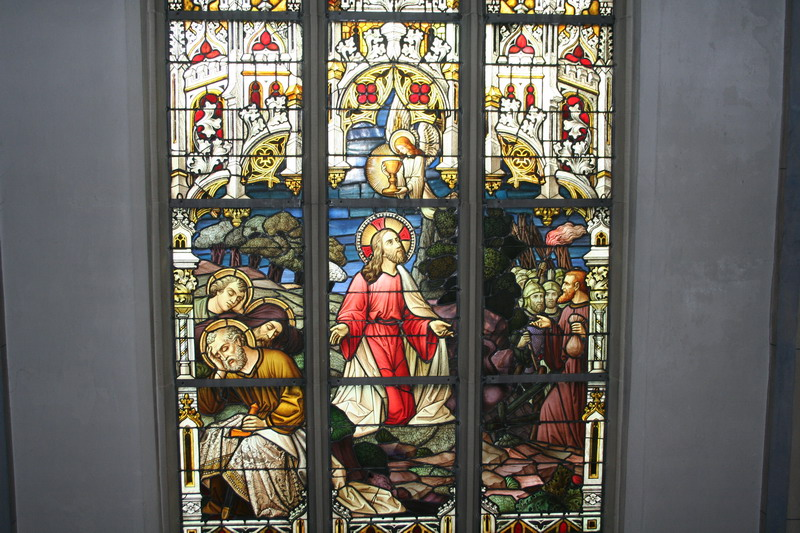
Fenster Christus am Ölberg